# Сковородки

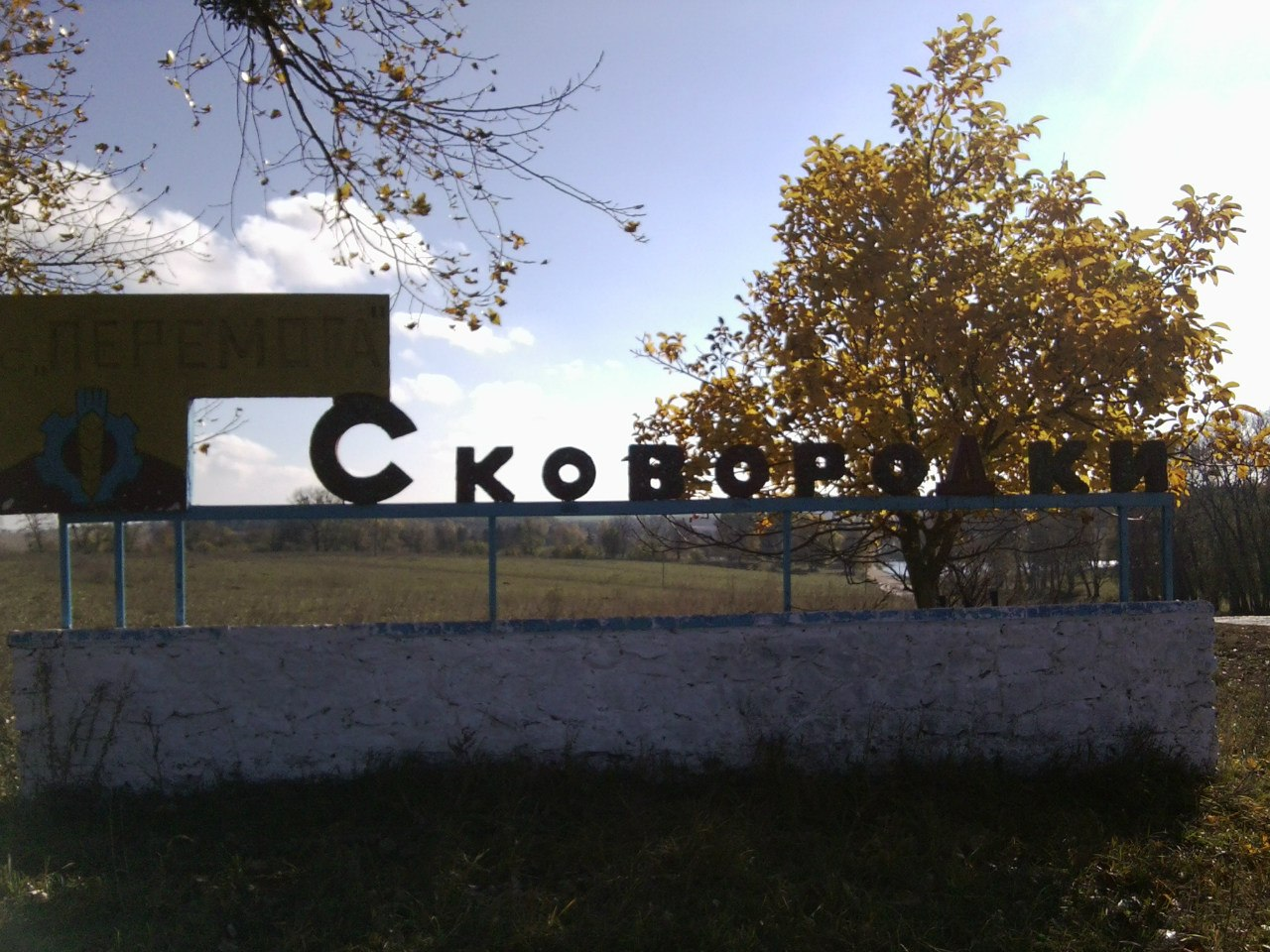
с. Сковородки

Сковоро́дки — село в Україні, у Миролюбненській сільській громаді Хмельницького району Хмельницької області. Населення становить 533 осіб. До 2020 орган місцевого самоврядування — Сковородківська сільська рада.

## Розташування
Село  Сковородки розташоване за 28 км від Старокостянтинівського районного  центру  і за  50 км від  обласного центру (м. Хмельницький).
Село розташоване під 49035 північної широти і під 44055 східної довготи, на підвищено-плоскій місцевості, яка має вигляд величезного клина чи продовгуватого трикутника, вузький кінець якого дещо понижується.
Місцевість села засаджена садками, з південно-західної сторони — густим листяним лісом, з інших сторін — родючими полями, і майже з усіх сторін відлогі краї виходять до мокрих берегів — лугів.  
Через село протікає невеличка річка Цюрна, яка бере початок з лісових джерел біля Храпанєви, поповнюється джерельною водою в Долинках та на Каплишній горі і впадає в річку Забару. Річка Забара в селі Новоселиця впадає в річку Пустяк, яка, своєю чергою, вливає свої води в ліву притоку Південного Бугу — річку Ікву.
На початку XIX ст. село з усіх сторін було оточено густим будівельним листяним лісом. Його залишок залишився в південно-західній частині села. Урочища в лісі носять назви — «Дудникова», «Запусть», «Заруддя», «Калинівка», «Мілівський шпиль», «Москалева», «Микитинська», «Лилєківа», «Обозисько», « Панська», «Старостова», «Чухова» і « Янівщина».
Походження цих назв народ передає в усних переказах: «Запусть» — була колись повністю вирубана і знову запущена, тому селянин, який наглядав за цією частиною лісу одержав прізвище Запустового; «Заруддя» — було оточено болотом, яке в народі називали «рудою»; на території урочища «Калинівка» росте багато калини; «Москалева» була під наглядом відставного солдата-москаля; «Обозисько» — частина лісу, де був захоплений польський обоз; «Лилєків» — частина лісу, яка своїм шумом ніби «лепетала» — швидко розмовляла, та інші.

## Символіка
Затверджена 20 грудня 2016 р. рішенням № 7 сесії сільської ради.

### Герб
Щит перетятий на синє і золоте поля. У першій частині стоїть срібний жайвір з розпростертими крилами і чорними очима. В другій частині три грона калини з зеленими листками і червоними кетягами, два і одне. Щит охоплений золотими дубовими гілками, оповитими синьою стрічкою, в клейноді золотий тризуб на синьому щиті, оповитий зеленим листяним декором, який підтримують дівчина і хлопець в українських костюмах.

### Прапор
Прямокутне полотнище із співвідношенням сторін 2:3 складається з чотирьох прямокутників в два ряди, червоного, синього, чорного і жовтого кольорів, співвідношення довжин прямокутників 2:3. На червоному і чорному прямокутниках жовтий тризуб з середнім вістрям у вигляді меча. На синьому і жовтому прямокутниках стоїть білий жайвір з розпростертими крилами і чорними очима.

## Історія
Село Сковородки, під іменем с. Сковородинці (Skoworodincze), уперше у історичних документах згадується 9 вересня 1517 року, коли король польський Сигизмунд I видав в Полоцьку князю Костянтину Івановичу Острозькому грамоту, якою підтверджував його право на володіння маєтком Красиловим і волостю Кузьминською. За переказами, в склад Сковородківського приходу входило лише одне село Сковородки. На початку XVI ст. до приходу села Сковородки ще входив хутір Круглий, у середині XVII ст. в склад Сковородківського приходу входили села Сковородки, село Круглики (близько 2, 3 кілометрів) та село Новоселиця (близько 4, 5 кілометрів). Як у селі Круглики так і в селі Новоселиця не було своїх храмів, каплиць та монастирів. Із занотованих записів, за переказами колишнього церковного старости села Сковородок Івана Максимовича Герея, до Сковородківського приходу був приписаний інший приход, місце перебування та назва якого втрачена та забута. У заключенні своєї розповіді він добавив, що «в давню давнину та парахвія зничтожилась», тобто ще в давню давнину перестала існувати.
Коли саме виникло поселення Сковородки, невідомо. Проте існування села сягає дуже далеких часів. Так, із занотованих записів колишнього старожила церковного старости Івана Максимовича Гирея: «В дуже давню давнину, як ще мій покійний дід розказував мені, в тім самім місці, де тепера наше село, жили якісь нехристи — долбани, які жили, як звірі. Через кільнадцять літ явився до них якийсь християнин і став розказувати тим долбанам про нашого Бога Ісуса Христа. Довго вони противились мові. Но на кінець Божа правда взяла верх. Вони хрестились і відтоді начали прославляти нашого Бога».
Взявши до уваги «Очерки истории Волынской земли до конца XIV столетия» А. Андріяшева, можна припустити, що в VII ст. місцевість теперішнього села Сковородки була заселена дулібами. В XII ст. ця місцевість, була заселена древлянами, коли дуліби перемістились, як говорить Андріяшев, у північну частину Волині. За розповідями старожила Гирея, в «ту же давню давнину в тім самім місці, де тепера наше село, було містечко». Якщо у місцевості теперішнього села Сковородок було містечко, а можливо навіть і місто, то воно могли бути в період часу до XVI століття, тому що з початку XVI ст. с. Сковородки згадується у писемних документах-актах то селище, то село, але ніде — містечко чи місто. Якщо на місці теперішнього села Сковородки дійсно було містечко у період часу до XVI ст., тоді можна допустити існування тут народу у давній час.
У 1533 році Сковородки перейшло у володіння Костянтина Костянттиновича Острозького — засновника Старокостянтинова. В 1593 році кримські татари увірвались на Волинь. Розбивши польське військо, вони розорили вогнем і мечем багато міст і сіл, багато людей взяли в неволю. Тоді ж було розорено і спалено Костянтинів і села Костянтинівської волості, серед яких і село Сковородки.
В 1618 році хан Давлет Гирей привіз з собою на Волинь 30-тисячне військо татар і знову розорив Сковородки. Село у 1620 р. перейшло у володіння князя Заславського, а з 1682 р. — до Любомирського. Ще більше спустошення село зазнало під час нападу ординців у 1684 році. Жителі були взяті в полон і виселені в Крим. Частині селян вдалося врятуватися і повернутися на своє згарище.
Як і на всій південній Волині тут панувала відробіткова рента. На початку XVII ст. селяни виконували панщину по 3-4 дні від лану, а в 30-40 роках вона зросла до 4-6 днів на тиждень. Кріпаки виконували численні натуральні та грошові оброки, по черзі давали підводи на роботи біля мостів, млинів, ставків.
Населення села брало участь в боротьбі проти польського панування і феодально-кріпосницького гніту. Жителі не залишались осторонь визвольної війни українського народу 1648—1654 рр. Наприкінці літа 1648 р. Річ Посполита зібрала великі сили для придушення повстання українського народу. Польське військо налічувало 40 тисяч чоловік. Крім того, в армії було понад сто тисяч добре озброєних і навчених обозних слуг. Богдан Хмельницький протиставив їм 80-тисячний загін. Вирішальний бій відбувся 11-13 вересня під Пилявою. Військо польської шляхти було вщент розбито. Відступ перетворився на панічну втечу.
3 1620 р. по 1673 р. село належало князям Заславським, які лише в другій лінії продовжували рід князів Острозьких. 1673 року зі смертю останнього князя Заславського — Олександра Владиславовича — погас і цей давньоруський рід. Єдина сестра князя Олександра Владиславовича Заславського — княжна Теофілія-Людовіка вийшла заміж спочатку за князя Дмитрія — Юрія Янушевича Вишневецького, а після його смерті в 1682 р. за князя Иосифа — Карла Любомирського, великого коронного маршала, і внесла в його дім всі маєтки князів Заславських і Острозьких (в тому числі і наше село).
В той час, коли село належало князю Й. Любомирському, в 1684 році воно знову було повністю розорене і спалене татарами, люди взяті в полон і на арканах вивезені в Крим. Дочка кн. Любомирського і Теофілії Заславської Анна-Марія вийшла заміж за кн. Павла — Карла Сангушко і внесла всі землі Заславських і Острозьких в дім чоловіка. Єдиний син Анни-Марії і Павла-Карла Сангушко — князь Януш-Олександр — успадкував всі володіння матері і батька. Щоб попередити можливі змагання за спадком після своєї смерті, бездітний Януш-Олександр завчасно поділив свої володіння між князями А. К. Чорторийським і С. Любомирським, про що свідчить передаточний акт (трансакція) від 7 грудня 1753 року, зберігаючи при цьому право пожиттєвого володіння ними. 1778 року князь А. Чорторийський віддав свою частину спадку своїй сестрі Ізабеллі — дружині Станіслава Любомирського.
Після 1778 року поселення Сковородки, Круглик і Новоселиця купили чи одержали в подарунок дворяни Гижицькі, які на правах власників володіли ними до кінця XIX століття . Наприкінці XIX ст. поміщик Гижицький програв свої володіння в карти графу Потоцькому, а той в 1910 році продав ці землі орендатору Косаку, який володів ними до 1917 року.

### Друга світова війна
Ще гриміли бої на Заході, а сковородчани почали відбудову господарства. Усі відбудовчі роботи лягли на плечі жінок і підлітків. Багато уваги приділялося відбудові і благоустрою села. Невдовзі по новому запрацював колгосп «Перемога», відкрився піонерський табір та у 1988 році розпочав роботу новозбудований будинок культури, який діє і до цього часу.

### Релігійні ввірування
З давніх давен селяни вірили в бога і вважали, що хвороба людей — то покарання всевишнього. Завжди при недузі зверталися до Бога з проханням про помилування. Всі хвороби розділяли на три категорії — від пристита, подвія і дання. Відповідно до класифікації застосовували певні ліки.
В першому випадку вживали «замову» над непочатою водою. Для цього кидали у воду вугілля і давали хворому напитися цієї води. На випадок, коли хвороба була від подвія хворого замовляли за допомогою яйця, яке качали по всьому тілу. Потім використане яйце розбивали і пускали на воду. Ступінь захворювання визначали по побудові білка. За третьою класифікацією хворому давали рвотне, ставили п'явки, банки та інше.
Поступово названі методи лікування втратили свій авторитет. І більшістю населення не використовувалося. Селяни почали звертатися до медичних засобів. Відомо, що на прохання мешканців села Сковородки волосне управління в кінці  XIX століття відкрило аптеку і прийомний покій. Проте послугами цих установ скористатися міг не кожний.
У Сковородках також існувало Дівоцьке братство, яке мало свою братську ікону Божої Матері. Дану ікону дівчата носили під час хресних ходів, воно ж займалося прикрашанням ікон у храмі вишитими рушниками, квітами і т. ін. Члени інших братств мали звичай стояти із запаленими свічками посеред храму під час читання Євангелії.
Багато часу селяни приділяли молитві у храмі, відвіданню святих місць, постам і іншим духовним вправам. Глибоко осуджували й цуралися тих, хто не причащався Святих Таїн. Кожен християнин своїм святим обов'язком вважав причастя і сповідь у дні великого Посту, в інші пости та в дні великих свят, таких як усі дванадесяті свята, дні пам'яті особливо шанованих святих: великомучениці Варвари, Миколи Чудотворця, Марії Магдалини, праведної Анни. Як правило, старші люди говіли до семи разів на рік і більше, молодь — один раз. Але обов'язковими були сповідь і причастя перед одруженням. Перед  причастям кожен, хто сповідався, підходив до родичів і знайомих, що стояли в храмі і просив прощення такими словами: «Простіть мені перший раз, другий раз і третій раз». Йому відповідали тричі: «Бог простить» — і звершували взаємне цілування.
В дні посту народ не вживав скоромної їжі навіть під час хвороби, вважаючи це великим гріхом. «Що я, собака, щоб їв у піст скоромне?» — зауважував селянин.

## Населення

### Мова
Розподіл населення за рідною мовою за даними перепису 2001 року:
| Мова       | Кількість | Відсоток |
| ---------- | --------- | -------- |
| українська | 695       | 99.57%   |
| російська  | 2         | 0.29%    |
| білоруська | 1         | 0.14%    |
| Усього     | 698       | 100%     |

## Побут
Важливе місце в житті селянина займав транспорт. Для поїздок в місто у селян існував «васаг», для роботи в полі — «драбиняк», для сміття і гною — «віз». Взимку використовувались « сани» для парадних поїздок і «гренджоли» для господарських потреб.
Побут селян був досить простим. Будинки нічим не примітні, частіше дерев"яні, дах солом"яний, вони часто поділялися на дві половини.  Вхід до будинку з двору, деколи в протилежній стіні від дверей  бувають ще одні двері, які виходять на город, чи в садок.
Одяг простий, домотканий, частіше полотняний, вовняний. Взимку чоловіки носять кожухи і шапки, весною і восени — свити, кашкети, капелюхи, а влітку — кітелі. Жінки теж взимку одягають кожух, восени і навесні -  свити, влітку — катанашки. На голову одягають різнокольоровий чепець, а поверх хустку, чи намітку. Дівчата коси заплітають, в піст носять хустки, в інші дні прикрашають голову стрічками чи вінками. Як жінки так і чоловіки взувають чоботи (жінки деколи жовті), влітку чоловіки — постоли. І чоловіки і жінки оперізують верхній одяг поясом чи крайкою. Старі жінки носять спідниці-димки, рідше запаски, молоді жінки — різнокольорові, переважно, червоні спідниці. Чоловіки носять штани з великою матнею. Літом випускають сорочку поверх штанів і підперезують  крайкою. На шиї чоловіки носили хрестики, а жінки і хрестики і медальйони, коралі. Старі діди заводили бороди, всі інші чоловіки — брилися.
Їжа селян  дуже проста, їли три рази в день: вранці — обід, вдень — полудник, ввечері — вечеря. На обід подають борщ і кашу, чи капусняк і пенцак, чи лемішку, маслянку і вареники. Деколи до борщу подають пампушки з часником. Полудник складається з хліба і сала (в піст хліб, цибуля і огірки), а на вечерю — крупник і картопля.

## Сковородківська НВК
Сковородківська загальноосвітня школа бере свій початок з 1936 року. В цьому році була розібрана Покровська церква, яка стояла на території школи. Це була одна з найкращих споруд Проскурівської губернії, яка стала жертвою більшовицького вандалізму. З будівельних матеріалів церкви і була побудована школа. 1937 року був здійснений перший в історії школи випуск семикласників. Школу відвідували діти з навколишніх сіл: Новоселиці, Миролюбного, Круглик, Веселої, Берегель.
З початком Другої світової війни по 8 березня 1944 року школа не функціонувала. Статус загальноосвітньої школи I—III ступенів школа отримала в 1993 році.
На даний час заклад є природничо-екологічного напрямку, діяльність якого спрямована на забезпечення науково-теоретичної, екологічної, загальнокультурної підготовки та на підтримку обдарованої та талановитої молоді.